# ألان لارسن
ألان لارسن (بالإنجليزية: Allan Larsen)‏ هو سياسي أمريكي، ولد في 4 أبريل 1919، وتوفي في 2 مارس 2005. حزبياً، نشط في الحزب الجمهوري. وقد انتخب عضو مجلس ولاية أيداهو وانتخب عضو مجلس نواب ايداهو.